# Michael Mando
Michael Mando (Quebec, 13 de julio de 1981) es un actor canadiense, conocido por encarnar a Vaas Montenegro, uno de los principales antagonistas del videojuego Far Cry 3. También por su papel de Victor Schmidt, en la serie Orphan Black, y por interpretar a Nacho Varga en la serie de AMC Better Call Saul.

## Biografía
Mando nació en Quebec (Quebec), Canadá y tiene dos hermanos. Fue criado por su padre. Su familia se mudaba constantemente y Mando llegó a vivir en 10 ciudades distintas antes de cumplir los 20 años. Su lengua nativa es el francés pero habla inglés cómo primera lengua y español con relativa fluidez. Mando comenzó a estudiar Relaciones Internacionales (Universidad de Montreal) antes de dedicarse plenamente a las artes escénicas.
Tras varios papeles secundarios en series de televisión, en 2013 comenzó el rodaje de la serie Orphan Black. Desde 2015 forma parte del elenco principal de Better Call Saul.
En 2017 se sumergió en el UCM en la película Spider-Man: Homecoming, en la que interpreta a Mac Gargan, el alter ego de Escorpión, de Marvel Comics.

## Filmografía

### Cine
| Año  | Título                  | Papel                 | Notas         |
| ---- | ----------------------- | --------------------- | ------------- |
| 2010 | Conditional Affection   | Jack                  | Cortometraje  |
| 2010 | Territories             | Jalii Adel Kahlid     |               |
| 2011 | Abyss of the Mind       | Johnny H.             |               |
| 2012 | The Good Lie            | Orville               |               |
| 2013 | Colonia V               | Cooper                |               |
| 2013 | Make Your Move          | Raphael               |               |
| 2013 | Elysium                 | Rico                  | Sin acreditar |
| 2016 | Wake Up                 | Johnny H. / Alter Ego | Cortometraje  |
| 2017 | Spider-Man: Homecoming  | Mac Gargan            |               |
| 2018 | The Hummingbird Project | Mark Vega             |               |

### Televisión
| Año       | Título                            | Papel            | Notas                                |
| --------- | --------------------------------- | ---------------- | ------------------------------------ |
| 2008–10   | The Border                        | Mirza / Marco    | 2 episodios                          |
| 2009      | The Last Templar                  | Necia First Mate | 2 episodios                          |
| 2009      | Web of Lies                       | Danny Wilcox     | Telefilme                            |
| 2009      | Flashpoint                        | Felipe           | episodio: "Eagle Two"                |
| 2010      | Bloodletting and Miraculous Cures | Dr. Manolas      | 2 episodios                          |
| 2010      | The Bridge                        | K9               | episodio: "Voices Carry"             |
| 2010      | Lost Girl                         | Neville          | episodio: "(Dis)Members Only"        |
| 2011      | King                              | Esteban Demarco  | episodio: "T-Bone"                   |
| 2011      | Michael: Tuesdays & Thursdays     | Alain            | episodio: "Unscripted Conversation"  |
| 2012      | The Pregnancy Project             | Javier Rodriguez | Telefilme                            |
| 2012      | Les Bleus de Ramville             | Marc-Andre David | 8 episodios                          |
| 2012      | Psych                             | Chuy             | episodio: "Let's Doo-Wop It Again"   |
| 2012      | The Far Cry Experience            | Vaas Montenegro  | 5 episodios                          |
| 2012      | The Killing                       | Vasquez          | episodio: "Off the Reservation"      |
| 2013      | The Listener                      | Len Gazicki      | episodio: "Buckle Up"                |
| 2013      | Rookie Blue                       | Cesar Medina     | episodio: "The Kids Are Not Alright" |
| 2013      | Covert Affairs                    | Eduardo          | episodio: "Into the Blue"            |
| 2013–14   | Orphan Black                      | Vic              | 9 episodios                          |
| 2014      | La marraine                       | Alvaro Pessoa    | 5 episodios                          |
| 2015–2022 | Better Call Saul                  | Nacho Varga      | 6 temporadas                         |
| 2016      | The Crossroads of History         | Gaum             | episodio: "Columbus"                 |

### Videojuegos
| Año  | Título                     | Papel               | Notas                       |
| ---- | -------------------------- | ------------------- | --------------------------- |
| 2010 | Shaun White Skateboarding  | Francisco Crystobal | Voz                         |
| 2012 | Far Cry 3                  | Vaas Montenegro     | Voz y captura de movimiento |
| 2021 | Far Cry 6: Vaas - Insanity | Vaas Montenegro     | Voz y captura de movimiento |

## Premios y nominaciones
| Año  | Premio                        | Categoría                                               | Trabajo                                | Resultado |
| ---- | ----------------------------- | ------------------------------------------------------- | -------------------------------------- | --------- |
| 2012 | NAVGTR Award                  | Lead Performance, Drama                                 | Far Cry 3                              | Nominado  |
| 2014 | Canadian Screen Award         | Best Guest Performance in a Dramatic Series             | Rookie Blue "The Kids Are Not Alright" | Nominado  |
| 2014 | Canadian Screen Award         | Best Supporting Actor in a dramatic Program or Series   | Orphan Black                           | Nominado  |
| 2019 | Screen Actors Guild Awards    | Mejor reparto de televisión - Drama                     | Better Call Saul                       | Nominado  |
| 2021 | Screen Actors Guild Awards    | Mejor reparto de televisión - Drama                     | Better Call Saul                       | Nominado  |
| 2022 | Hollywood Critics Association | Best Supporting Actor in a Broadcast Cable/Drama Series | Better Call Saul                       | Nominado  |